# 格拉斯費爾德山

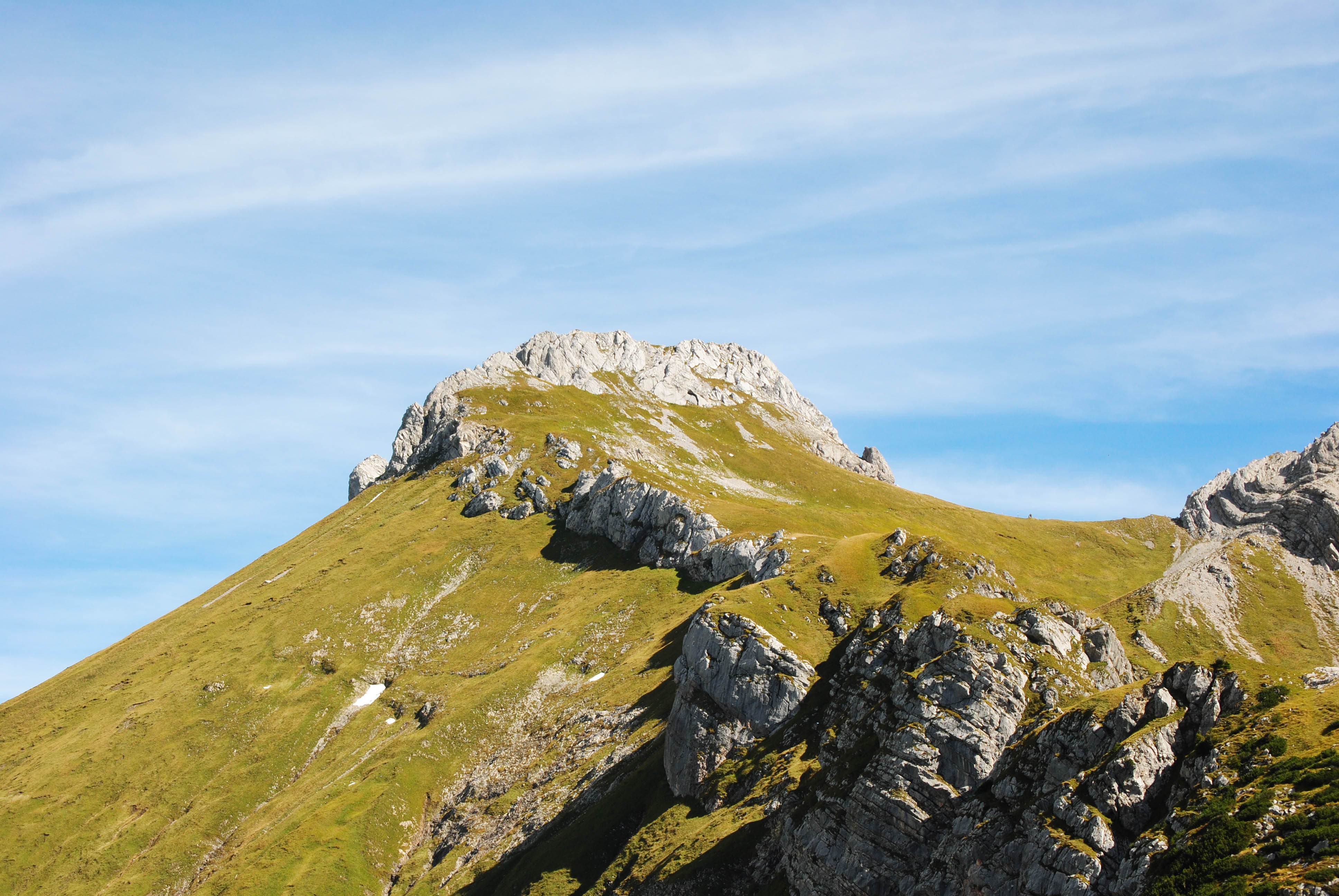

47°24′10″N 10°25′54″E / 47.40278°N 10.43167°E
格拉斯費爾德山（德語：Glasfelderkopf），是中歐的山峰，位於奧地利和德國接壤的邊境，屬於阿爾高阿爾卑斯山脈的一部分，距離凱瑟爾峰0.4公里，海拔高度2,270米，每年平均降雨量1,730毫米。